# Марковниковљево правило
У органској хемији, Марковниковљево правило јесте запажање засновано на Зајцевљевом правилу. Правило је формулисао руски хемичар Владимир Марковников 1870. године.
Правило гласи:
Када се адиција врши на алкен, чији атоми угљеника везани двоструком везом не садрже исти број водоникових атома, онда се водоник из реагенса везује за онај угљеников атом који има више везаних водоникових атома. Позитивно наелектрисан део адираног молекула везује се тамо где има више водоника, а негативно наелектрисан јон где има мање.